# Achille Marozzo
Achille Marozzo (1484 - 1553) fou un mestre d'esgrima, considerat un dels més importants, si no el més important, mestre de l'anomenada "Scuola Bolognese" (escola bolonyesa) d'esgrima, així com el pare fundador de l'esgrima italiana. Algunes fonts testifiquen que és un dels pocs lluitadors que mai han estat derrotats en un duel en tota la història.

## Biografia
Achille Marozzo, fill de Lodovico Marozzo, va néixer a Bolonya el 1484 d'una família originària de San Giovanni in Persiceto (BO), que es va traslladar a la capital un segle abans (1385). Va aprendre l'ofici d'armes del mestre d'esgrima Guido Antonio de Luca, al mateix temps que estudiaven dos famosos capitans mercenaris de l'època: Giovanni dalle Bande Nere i el comte Guido II Rangoni. Marozzo va obrir una escola d'esgrima a les instal·lacions obtingudes en emfiteusi pels monjos benedictins d'Abbadia, l'antiga església dels Sants Naborre i Felice (actual Centre Militar de Medicina Legal), al llarg del Canal de Reno (avui Via Reno al Quartiere Porto). Era el mateix barri de Bolonya on el mestre residia i posseïa una fàbrica de seda.
En la vellesa, el mestre Marozzo va escriure un tractat d'esgrima titulat Opera Nova Chiamata Duello, O Vero Fiore dell'Armi de Singulari Abattimenti Offensivi, & Diffensivi, gravat en 1536 a Mòdena i dedicat al comte Rangoni.
Achille tingué un fill anomenat Sebastiano (qui probablement va reeditar el seu tractat) a qui esmenta a la introducció. Mestres que probablement entrenaren a la seva escola d'esgrima, o que foren influïts per ella, foren Giovanni delle Agocchie, Angelo Vizzani o del Montone i l'alemany Joachim Meyer. Estudiants coneguts de Marozzo, esmentats a l'Opera Nova Chiamata Duello ..., foren Giovanni Battista dai Letti i Giacomo Crafter d'Agusta.

## Opera Nova Chiamata Duello
| «                                                           | Havendo io gia gran tempo dato principio a questa mia picola opereta poco ornata nel vero, ma se io non m’inganno, utile molto, per ciò che in quella ordinatamente ragiono, degli avisi & degli accorgimenti che nel trattare ogni maniera d'arme cagiono, le quali cose come che ad ogni secolo si trovino essere state laudevoli assai pure al nostro percio pessimo uso di quelle a conservation del suo honore adoperate si può dir che sommamente bisognevoli si dimostrino, havendo dico io infin della mia prima giovinezza questa opera incominciata, io mi sono indugiato insino a questa mia ultima eta a darle lestremo compimento | » |
| — Achille Marozzo - Opera Nova Chiamata Duello..., proemio. | |   |

L'Opera Nova Chiamata Duello ... d'Achille Marozzo, inspirada profundament en la producció esgrimística bolonyesa iniciada per l'Opera Nova d'Antonio Manciolino, és considerada el millor tractat del gènere del segle xvi. Analitza diverses formes de combat i duel entre dos contendents: espasa, espasa i punyal, espasa i capa, espasa i diversos tipus d'escut (rodella, tarja i escut clàssic), punyal sol, punyal i capa, podall, llança partissana, llança partissana i rodella, pica; però la part principal es dedica al combat de l'espasa i el broquer, l'espasa de dues mans i les tècniques d'autodefensa desarmades contra un oponent armat amb una daga, a més d'una part completament dedicada a la regulació del duel.
Donat l'enfocament modern del tractat i la descripció detallada de les tècniques d'esgrima, el treball es va reimprimir diverses vegades durant les següents dècades. Es coneixen les reimpressions de 1550, 1568 i 1605. Els tractats d'Achille Marozzo són una de les principals referències per a l'estudi i l'experimentació per a practicants d'esgrima antiga.

### Estructura del tractat
L'estructura del tractat de Marozzo és la següent:
- Llibre 1: Agraïments, introducció, assalt d'espases i broquer incloent jocs de mitja espasa (espasa agafada amb una mà al mànec i una altra a la fulla);
- Espasa i daga, daga sola, daga i capa, espasa i capa, dues espases, espasa i escut, espasa sola, espasa i rodella, espasa i targa, les Guàrdies (amb espasa i broquer i espasa sola), espasa i cos a cos, espasa i arnès contra les armes d'asta, l'espasa i la rodella contra les armes d'asta, com lluitar contra un esquerrà
- Llibre 3: Espasa a 2 mans, desarmaments amb espasa a 2 mans, espasa a 2 mans contra armes d'asta;
- Llibre 4: Armes d'asta de diversos gèneres, algunes emprades amb rodella, d'altres a 2 mans;
- Llibre 5: Honor i regles del duel, defensa amb les mans nues contra la daga (desarmaments) i daga (desarmaments);